# جواو بالينيا
جواو ماريا لوبو ألفيس بالينيا غونسالفيس (مواليد 9 يوليو 1995)، هو لاعب كرة قدم برتغالي محترف يلعب في مركز الوسط الدفاعي مع نادي توتنهام هوتسبير على سبيل الإعارة من نادي بايرن ميونخ ويلعب أيضاً مع المنتخب البرتغالي.

## مسيرته الكروية
بدأ جواو بالينيا مسيرته الاحترافية مع نادي سبورتينغ لشبونة في موسم 2013، حيث تدرّج في فرق الشباب، ثم أُعير لعدة أندية برتغالية لاكتساب الخبرة، منها موريرينسي، بيلينينسش، وسبورتينغ براغا، قبل أن يعود بشكل نهائي إلى فريق سبورتينغ الأول في موسم 2020–21.
ساهم بشكل كبير في فوز سبورتينغ بلقب الدوري البرتغالي الممتاز لموسم 2020–21، لأول مرة منذ 19 عاماً، بفضل أدائه المتميز كلاعب وسط دفاعي.
في يوليو 2022، انتقل إلى نادي فولهام الإنجليزي المشارك في الدوري الإنجليزي الممتاز، وبرز هناك كأحد أفضل لاعبي خط الوسط في الدوري.
في 11 يوليو 2024، انتقل إلى نادي بايرن ميونخ الألماني بعقد يمتد حتى 30 يونيو 2028، مقابل رسوم انتقال بلغت 51 مليون يورو مع إمكانية إضافة حوافز تصل إلى 5 ملايين يورو.
عانى خلال موسم 2024–2025 من إصابات متكررة أثرت على مشاركته، حيث خاض 17 مباراة فقط مع الفريق، منها 6 مباريات كأساسي.

## مسيرته الدولية
مثّل بالينيا البرتغال في الفئات السنية تحت 18 سنة وتحت 19 سنة وتحت 20 سنة. في مارس 2021، تم استدعاؤه إلى المنتخب الأول لأول مرة، في تصفيات كأس العالم 2022 ضد أذربيجان ولوكسمبورغ وصربيا. شارك لأول مرة ضد الخصم الأول، حيث حل محل روبن نيفيز في وقت متأخر من الفوز 1–0 في تورينو. سجل هدفه الأول في الفوز 3–1 خارج أرضه على لوكسمبورغ.

## الإنجازات
براغا
- كأس البرتغال: 2019–20[12]

سبورتينغ لشبونة
- الدوري البرتغالي الممتاز: 2020–21[13]
- كأس البرتغال: 2020–21[14]

بايرن ميونخ
- الدوري الألماني: 2024–25

البرتغال
- دوري الأمم الأوروبية: 2024–25

## وصلات خارجية
- جواو بالينيا على موقع الاتحاد الدولي (مؤرشف)  (الإنجليزية)
- جواو بالينيا على موقع الاتحاد الأوربي (الإنجليزية)
- جواو بالينيا على موقع قاعدة بيانات كرة القدم.إي يو (الإنجليزية)
- جواو بالينيا على موقع ليكيب (الفرنسية)
- جواو بالينيا على موقع ناشيونال فوتبول تيمز (الإنجليزية)
- جواو بالينيا على موقع Soccerbase.com (لاعب) (الإنجليزية)
- جواو بالينيا على موقع Soccerway.com (الإنجليزية)
- جواو بالينيا على موقع عالم كرة القدم.نت (الإنجليزية)
- جواو بالينيا على موقع AS.com (الإسبانية)